# Leptosia medusa
Leptosia medusa är en fjärilsart som först beskrevs av Pieter Cramer 1777.  Leptosia medusa ingår i släktet Leptosia och familjen vitfjärilar. Inga underarter finns listade i Catalogue of Life.

## Bildgalleri

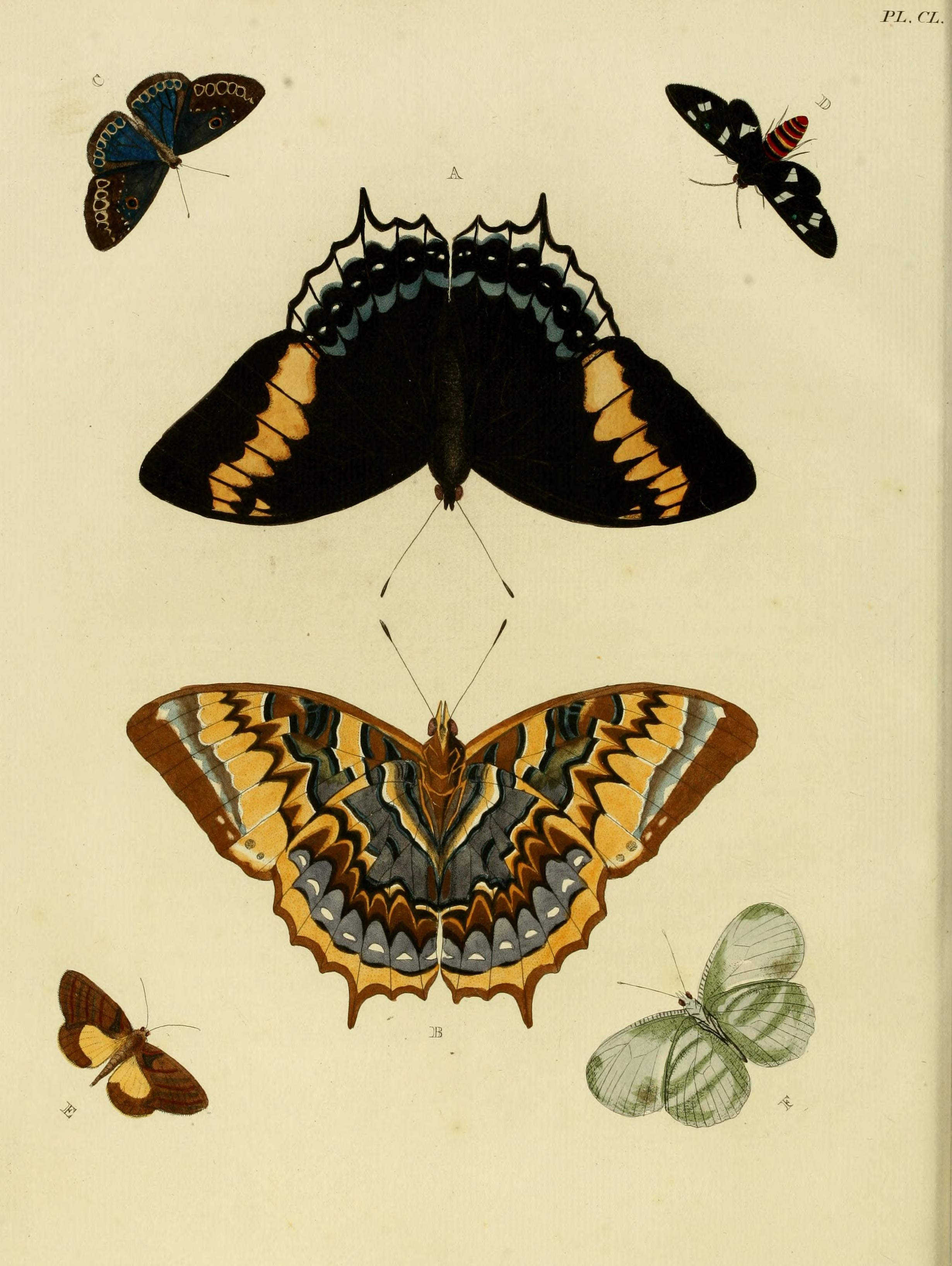